# Comte du domaine privé
Le comte du domaine privé ou des affaires privées (en latin, comes rerum privatarum ; en grec κόμης τη̑ς ἰδικη̑ς παρουσίας, kómis tȋs idikȋs parousías) est un fonctionnaire chargé de l'administration des biens de l'empereur (et non les biens publics) sous le Bas-Empire romain et pendant la période protobyzantine.

## Histoire
La fonction est probablement créée vers 318, en même temps que celle de comte des largesses sacrées, bien qu'elle ne soit attestée qu'en 342-45. Ce comes collecte les loyers, procède aux ventes des biens meubles et immeubles, protège les propriétés de l'usurpation, et reçoit les propriétés immeubles par donation, legs, confiscation ou saisie. Les biens en déshérence, terres vacantes (bona vacantia) ou sans héritier (bona caduca), reviennent également à l'empereur.
Le comte est l'un des comites consistoriales. De par sa fonction, il est vir illustris et membre du Sénat romain ou du Sénat byzantin. Les deux fonctions (rerum privatarum et sacrarum largitionum) sont les plus hautes de la bureaucratie impériale du IVe au VIe siècle. Le département des rerum privatarum est légèrement moins étendu : il consiste en cinq sous-départements (scrinia), et dispose de fonctionnaires dans les diocèses et les provinces ; dans la capitale, les scrinia sont composés de palatini rerum privatarum (les palatini désignant les fonctionnaires en poste à la cour, le palatium), lesquels sont envoyés chaque année superviser le travail de leurs collègues des diocèses et provinces. Selon le Code de Théodose, il y a en 399 trois cents de ces fonctionnaires sous le comes rerum privatarum. Le comte peut par ailleurs regrouper des propriétés en une domus divinae qu'il place sous le contrôle d'un fonctionnaire distinct des fonctionnaires diocésains et provinciaux.
Vers 414, la domus divinae de Cappadoce est transférée du comes rerum privatarum au praepositus sacri cubiculi. Dans l'Empire romain d'Occident, Glycérius (473-74) charge un nouveau fonctionnaire, le comes patrimonii, de l'administration des domaines impériaux, ne laissant au comes rerum privatarum que les biens loués et les fonctions judiciaires liées aux saisies et donations. Avant 509, probablement dans les années 490, Anastase Ier (491-518) copie cette réforme dans l'Empire d'Orient. Peu à peu, la fonction perd sa nature fiscale mais voit ses compétences judiciaires croître, jusqu'à couvrir des cas liés au pillage de tombe et au mariage. Sous Justinien Ier (527-65), la plupart des domus divinae sont placées dans les mains de curateurs indépendants. Au VIIe siècle, la fonction est remplacée notamment par celle de sakellarios.